# Complexo Desportivo Internacional de Kasarani
O Complexo Desportivo Internacional de Kasarani (em inglês: Kasarani International Sports Complex), também conhecido como Safaricon Stadium por razões de direitos de nome, é um estádio multiuso localizado em Kasarani, distrito de Nairóbi, capital do Quênia. Fundado oficialmente em abril de 1987, foi sede das cerimônias de abertura e encerramento, bem como das competições de futebol, rugby e atletismo dos Jogos Pan-Africanos de 1987, realizados no país.
Com capacidade máxima para 60 000 espectadores, é o maior estádio do Quênia e a principal casa onde a Seleção Queniana de Futebol manda suas partidas amistosas e oficiais. Além disso, o estádio já sediou competições importantes como o Campeonato Mundial Sub-20 de Atletismo de 2021.